# Punzierung (Gemälde)

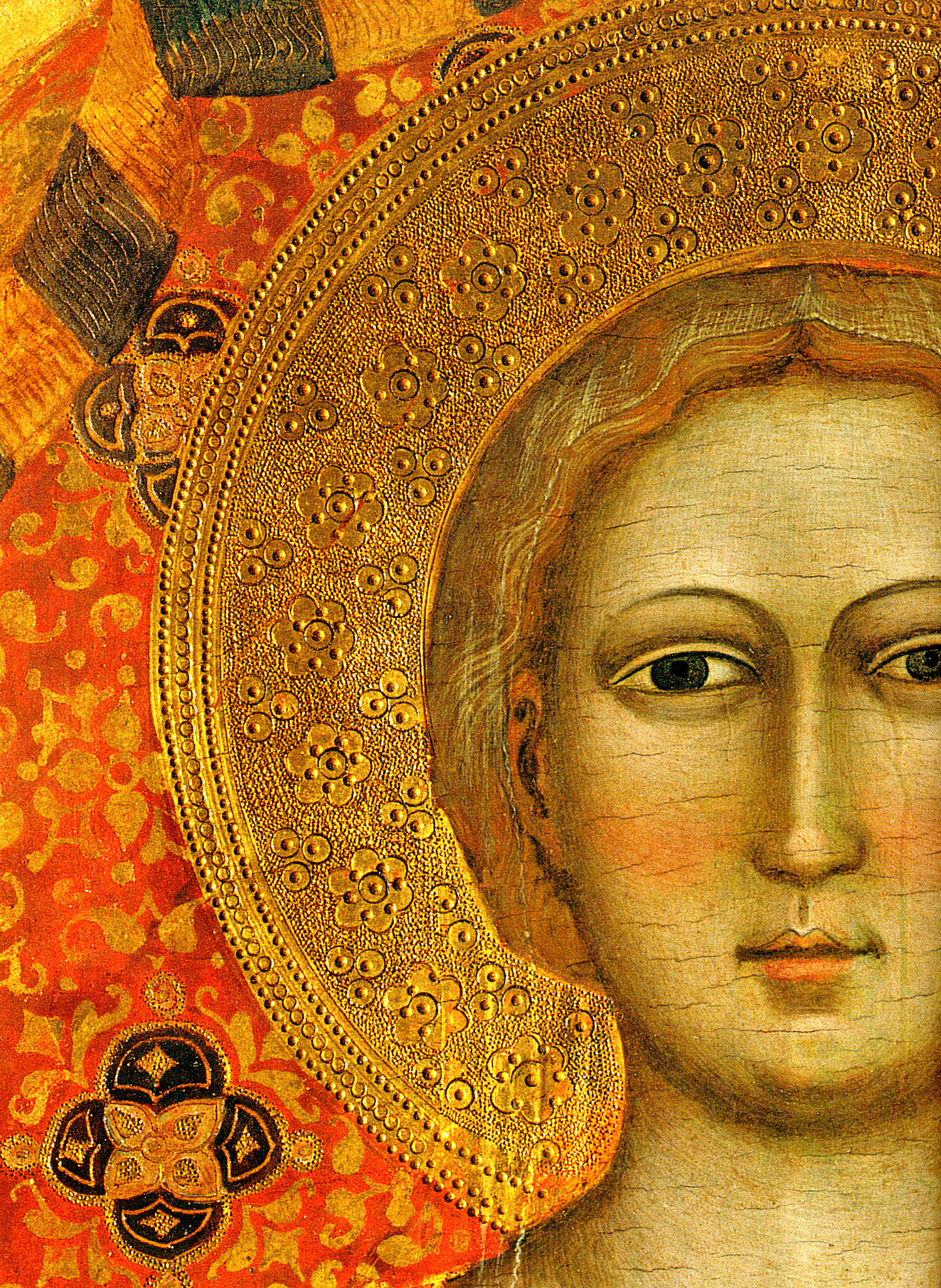
Der Nimbus der Madonna wurde reich mit Punzen geschmückt.

Bei der Punzierung werden vom Künstler mit unterschiedlich geformten Metallstiften (Punze, Motivpunze) kleine glänzende Vertiefungen in eine vergoldete Fläche (Goldgrundbild) gedrückt. 

## Entwicklung
In der mittelalterlichen Tafelmalerei diente diese Technik dazu, Nimben, Gewänder, Kronen und (selten) den gesamten Hintergrund zu schmücken. In einzelnen Beispielen werden punkt- und ringförmige Punzen schon im 13. Jahrhundert nachgewiesen. Im frühen 14. Jahrhundert verdrängte die Punzierung in Florenz und Siena die Gravierung.
Die Punzierung war ein wichtiger Bestandteil der mittelalterlichen Tafelmalerei auf vergoldeten oder teilweise vergoldeten Tafeln. Sie wurde vom Künstler vor der Bemalung ausgeführt.